# Migliorismo

Giorgio Napolitano, dirigente del Partito Comunista Italiano ed esponente della corrente migliorista, nel 1975

Il migliorismo (termine coniato dal filosofo Salvatore Veca) è una corrente politica italiana sviluppatasi all'interno del Partito Comunista Italiano (PCI), che aveva come leader Giorgio Napolitano (in seguito Presidente della Repubblica Italiana), affiancato da Gerardo Chiaromonte ed Emanuele Macaluso.

## Le origini
Il "migliorismo" sostiene il possibile miglioramento dall'interno del capitalismo; questo attraverso una serie di graduali riforme e praticando una politica socialdemocratica, che non si opponga cioè in maniera violenta o conflittuale al capitalismo stesso. La proposta politica migliorista si rifà così alle tendenze riformiste del deputato e dirigente comunista Giorgio Amendola. Amendola era propenso ad adottare un approccio riformista all'ideologia marxista.
Esso preferiva il dialogo con partiti più moderati come il PSI e il PSDI (coi quali non si escludeva una fusione in un unico soggetto politico), invece che con partiti e movimenti della Nuova sinistra (tra i quali il più rappresentativo, anche se elettoralmente intorno all'1%, era quello di Democrazia Proletaria), molti dei quali rimanevano fedeli al marxismo-leninismo. Questa posizione derivava anche da un'analisi del contesto internazionale che da un lato riteneva impossibile percorrere una strada rivoluzionaria in un paese del blocco occidentale e, dall'altro, prendeva atto, con largo anticipo su molti esponenti e militanti del PCI di allora, dell'esistenza nell'Unione Sovietica di una progressiva degenerazione del comunismo.
Queste posizioni riformiste furono fortemente osteggiate da Pietro Ingrao, capo dell'ala più movimentista del partito e "rivale" di Amendola, mentre vennero in un primo tempo condivise da Armando Cossutta, che rappresentava l'ala filo-sovietica.
In seguito, l'area migliorista divenne prevalente e maggioritaria, fino ad arrivare alla svolta di Achille Occhetto ed allo scioglimento del Partito Comunista Italiano.
Il termine "migliorismo" è stato anche utilizzato, in diverso ambito, per indicare la corrente intellettuale fascista, in Italia, critica nei confronti di molti aspetti del regime mussoliniano, che si riproponeva di accettarlo ma di tentare di migliorarlo dall'interno. Ad essa, che guardava con fiducia ad alcuni gerarchi controcorrente, come Italo Balbo, Dino Grandi e Giuseppe Bottai, appartennero intellettuali come il giovane Indro Montanelli (passato in seguito all'antifascismo).

## Posizioni politiche
Le posizioni dei miglioristi si sono meglio caratterizzate nel corso degli anni Ottanta, sotto la segreteria di Enrico Berlinguer. Di Berlinguer hanno infatti criticato e contrastato (tranne, forse, il segretario del PCI siciliano Pio La Torre) le scelte politiche (rimproverandogli l'abbandono della strategia del compromesso storico con la DC) e quelle più specificamente ideologiche (come la campagna sulla questione morale, incentrata sulla moralità in politica e contraria specialmente al PSI di Bettino Craxi).
I più conseguenti fra i politici appartenenti all'area migliorista derivavano tali critiche dalla considerazione che si dovessero comprendere anche le esigenze di modernizzazione che percorrevano la società italiana, non lasciando al PSI ed al craxismo il monopolio della modernità in politica. I miglioristi furono quindi certamente interlocutori privilegiati del PSI prima e dopo la sua azione di governo, e alcuni sostengono che il segretario socialista se ne servisse per contrastare l'azione di Berlinguer all'interno del PCI.

### I miglioristi e il partito
L'ala migliorista è anche sempre stata avversa, dentro il partito, al centralismo democratico (regola interna che vietava il formarsi di minoranze interne). Costituivano anche la corrente più rappresentativa nelle cosiddette "cooperative rosse" legate al PCI  e situate in regioni "rosse" come Emilia-Romagna e Toscana. La tradizione pragmatica del riformismo emiliano e toscano e della cooperazione, infatti, ben si sposava con l'atteggiamento concreto e realistico di questa particolare declinazione del PCI.
La corrente era assai influente anche in Sicilia, con esponenti del calibro di Emanuele Macaluso e Michelangelo Russo. Furono inoltre i promotori principali, insieme al segretario Achille Occhetto, della svolta della Bolognina che nel 1991 trasformò il PCI in Partito Democratico della Sinistra (PDS), tuttavia con alcune eccezioni (l'europarlamentare Gian Carlo Pajetta, contrario al cambiamento di nome e simbolo, e Napoleone Colajanni, che volle uscire dal partito dopo l'elezione di Occhetto).

### I miglioristi e Tangentopoli
Dopo lo scoppio dello scandalo Tangentopoli, la gran parte della corrente migliorista, soprattutto nell'area lombarda, manifestò rilevanti perplessità nei confronti della scelta di Occhetto di dare l'appoggio del PDS alle azioni della magistratura, da loro definite come eccessivamente "giustizialiste".
Gli esponenti milanesi del PDS che furono oggetto di indagine da parte del pool di Mani Pulite, da molto tempo vicini ai vertici del PSI milanese, provenivano quasi tutti da questa corrente: Giulio Caporali (consigliere d'amministrazione delle Ferrovie dello Stato), Luigi Carnevale (presidente della Metropolitana Milanese), Gianni Cervetti (deputato PCI-PDS e ministro della difesa nel governo ombra del PCI, si definì "garante" delle tangenti al PDS e narrò ai giudici di presunte battaglie tra occhettiani e miglioristi per accaparrarsele, assolto in Appello in quanto estraneo ai fatti), Massimo Ferlini (poi membro di Comunione e Liberazione ed esponente di Forza Italia), Lodovico Festa (posizione processuale archiviata, negli anni Ottanta direttore della rivista di area Il Moderno), Barbara Pollastrini (assolta per non aver commesso il fatto, ex segretaria provinciale del PDS milanese, da qualche tempo occhettiana), Renato Pollini (arrestato e successivamente assolto in tutte le vicende giudiziarie in cui venne trascinato, ex-tesoriere del PCI), Sergio Soave (Lega cooperative), Marcello Stefanini (ex tesoriere del PDS, prosciolto in istruttoria per l'accusa di finanziamento illecito, deceduto poco tempo dopo) e Primo Greganti (l'indagato più noto del PDS, patteggiò tre anni di reclusione).

## I miglioristi nella fase successiva (1990-2010)
Attualmente i miglioristi, in modo analogo alla stragrande maggioranza degli ex DS, fanno parte del PD, divisi tra la corrente di Piero Fassino (già segretario dei DS), e quella Liberal (erede principale della tradizione migliorista), guidata da Enrico Morando.
Il Riformista, diretto da Antonio Polito fino alla sua elezione in Parlamento nelle file della Margherita il 13 aprile 2006, è stato considerato il giornale più vicino a quest'area oltre che al presidente DS Massimo D'Alema; vi ha collaborato fra l'altro Emanuele Macaluso che dal 1º maggio 2011 fino alla chiusura del giornale (nel successivo febbraio 2012) ne ha assunto la direzione. Alcuni miglioristi minori, tra cui Massimo Ferlini, Lodovico Festa, Sergio Soave e Sandro Bondi, hanno aderito o sono vicini a Forza Italia.

## Esponenti principali
- Mario Alicata
- Giorgio Amendola
- Paolo Bufalini
- Gianfranco Borghini
- Pasquale Cascella
- Carlo Castellano
- Gianni Cervetti
- Gerardo Chiaromonte
- Napoleone Colajanni
- Pancrazio De Pasquale
- Guido Fanti
- Nilde Iotti
- Luciano Lama
- Girolamo Li Causi
- Emanuele Macaluso
- Giorgio Napolitano
- Andrea Orlando
- Gian Carlo Pajetta
- Edoardo Perna
- Giovanni Pellegrino
- Giovanni Pellicani
- Michelangelo Russo
- Antonello Trombadori
- Lanfranco Turci
- Rosario Villari